# Turienzo de los Caballeros
Turienzo de los Caballeros es una localidad y pedanía del municipio de Santa Colomba de Somoza, en la comarca de la Maragatería perteneciente a la provincia de León (comunidad autónoma de Castilla y León, España).

## Historia

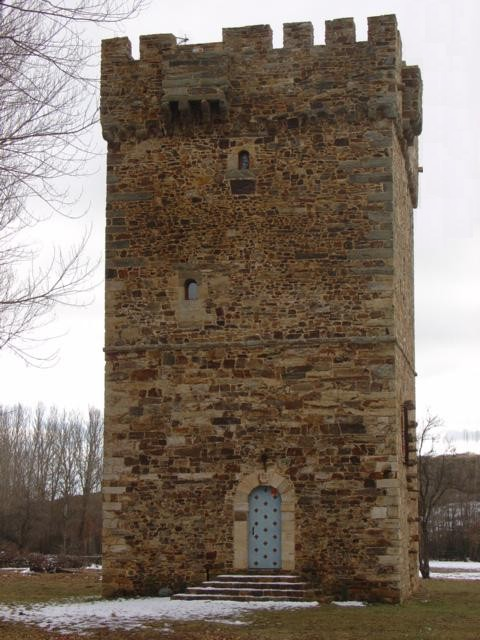
Torreón de Turienzo de los Caballeros

Aunque en las proximidades de Turienzo, más cerca de Santa Colomba de Somoza, se encuentra Laguna Cernea —un resto de la minería de oro romana—  la primera mención de la localidad data de 923 cuando el presbítero Ansemiro donó unas tierras del pueblo al monasterio de San Pedro de Montes. Es posible que fuera fundado tras su reconquista por gentes del Turienzo Castañero comandadas por el conde Gatón del Bierzo.

## Monumentos

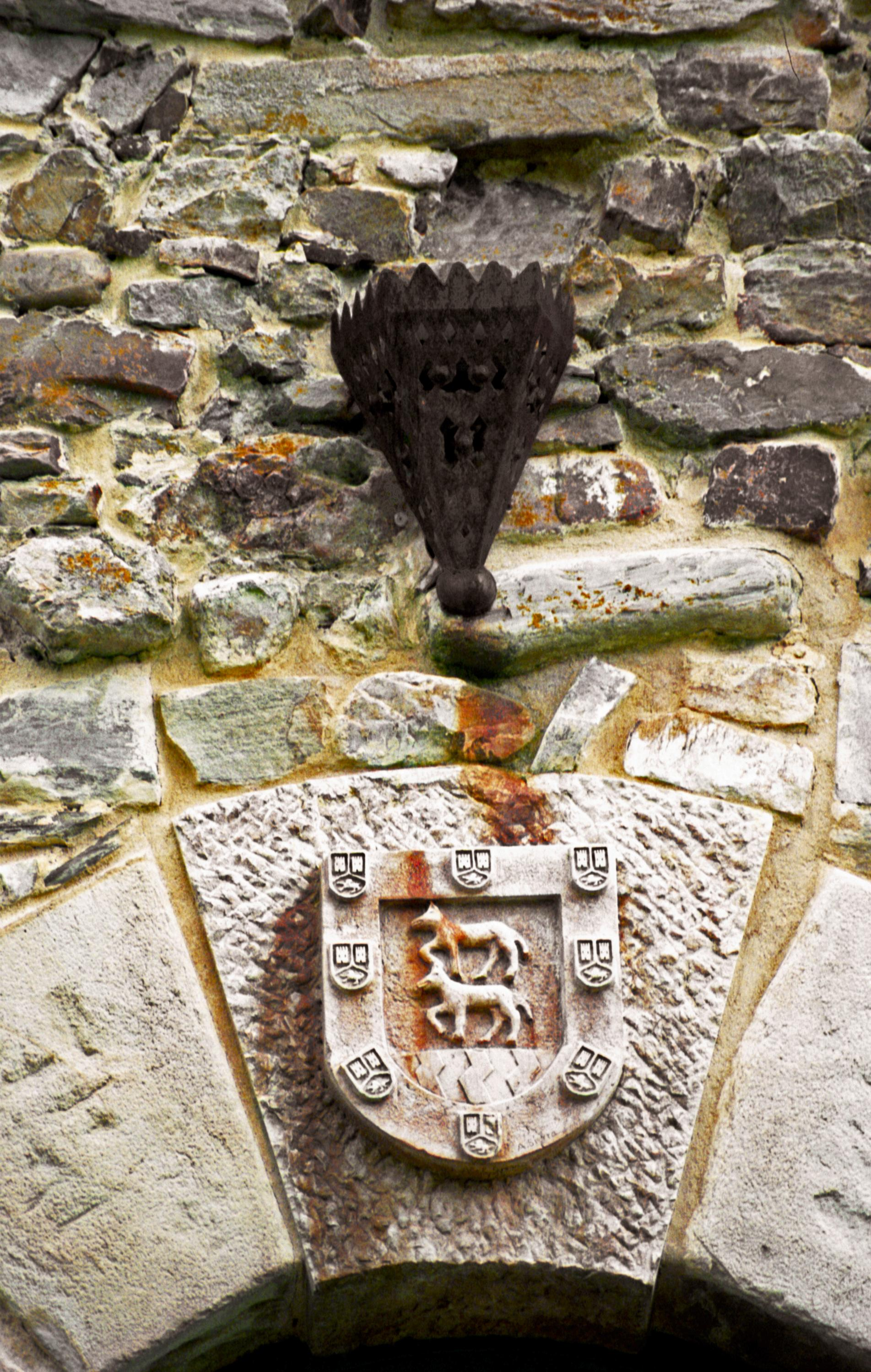
Detalle del Torreón de Turienzo de los Caballeros.

En el patrimonio artístico de Turienzo de los Caballeros destacan el Torreón de los Osorio, familia que después sería elevada a marquesado de Astorga. Fue restaurado a principios del siglo xxi y la iglesia románica dedicada a San Juan Bautista. El torreón de los Osorio también conocido como la Torre de los Linajes o Turris-gentium, formó parte del enorme Castillo de Turgentius, del cual solo queda en pie la torre del homenaje. Una de sus funciones fue proteger a los peregrinos del Camino de Santiago. Construido de mampostería y de planta cuadrangular, cuenta con cuatro alturas más el sótano, donde están las distintas habitaciones domésticas de los nobles que la habitaron. El torreón declarado Monumento Nacional figura incluido en el Inventario General del Patrimonio Histórico Artístico de la provincia de León. En cuanto a su antigüedad, en el siglo XIII perteneció a los templarios y en el siglo XIV pasó a ser propiedad de Los Osorio de donde proviene su nombre y en cuya rama primogénita permanece. Las ventanas, con sus poyos o festejadores,  datan del siglo XIV y son muy semejantes a los del Castillo de Ponferrada, y del mismo siglo es el cordón de piedra que rodea la torre. El Torreón de los Osorio es propiedad de los marqueses de Astorga, y se puede visitar en visitas guiadas llamando al Ayuntamiento de Santa Colomba de Somoza (León).

## Fiestas
Destacan las celebraciones del jueves Corpus Christi y el día de San Vicente (22 de enero).